# 오른심방압력

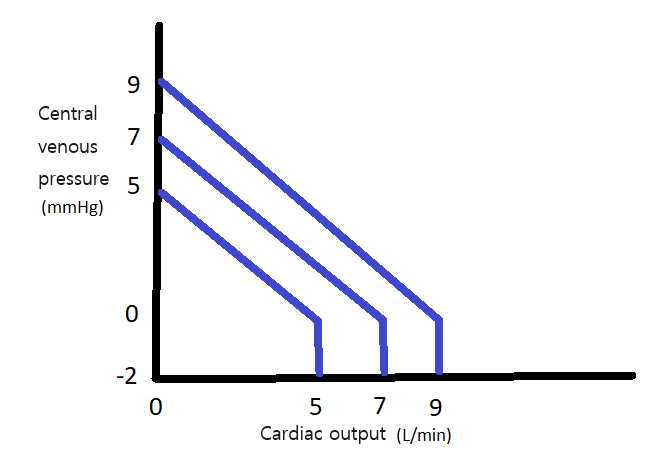
심박출량의 변화에 따른 중심정맥압의 경향. 세 가지 기능은 생리학적 조건(중앙), 감소된 전부하(예: 출혈, 하단 곡선) 및 증가된 전부하(예: 수혈 후, 상단 곡선)의 추세를 나타낸다.

오른심방압력(right atrial pressure, RAP, 우심방압)은 심장 우심방의 혈압이다. RAP는 심장으로 돌아가는 혈액의 양과 혈액을 동맥계로 펌핑하는 심장의 능력을 반영한다. RAP는 종종 중심정맥압(central venous pressure, CVP)과 거의 동일하지만 대정맥과 우심방 사이에 압력 차이가 존재할 수 있기 때문에 두 용어는 동일하지 않다. CVP와 RAP는 정맥 긴장(venous tone. 즉, 정맥 수축 정도)이 변경되면 다를 수 있다. 이는 우심방 압력에 대한 정맥 복귀(venous return, VR) 기울기의 변화에 따른 그래프로 기술 가능하다. 이때 중심정맥압은 증가하지만 우심방압력은 동일하게 유지된다. (VR = CVP − RAP)

## 같이 보기
- 정맥 복귀 곡선
- 중심정맥압